# La Repentie
Pour plus de détails, voir Fiche technique et Distribution.
La Repentie est un film français réalisé par Laetitia Masson et sorti en 2002.

## Synopsis
Une jeune femme récupère une valise à la consigne d'une gare, s'enferme aux toilettes et en ressort en tailleur chic et lunettes noires. Elle achète un billet pour un train qui part vers la mer. Un jeune homme la suit et demande la destination du train à un contrôleur. Une femme peut-elle refaire sa vie quand son passé la poursuit ?

## Fiche technique
- Titre : La Repentie
- Réalisation : Laetitia Masson
- Scénario : Laetitia Masson et Didier Daeninckx d'après son roman[1]
- Décor : Arnaud de Moleron
- Costumes : Catherine Bouchard
- Photographie : Antoine Héberlé
- Musique : Jocelyn Pook
- Producteurs : Laurent Pétin et Michèle Pétin
- Sociétés de production :  ARP Sélection, Canal+, France 3 Cinéma
- Pays d'origine :  France
- Format : couleur - 2,35:1 - 35 mm  - Son Dolby Digital
- Genre : policier
- Durée : 125 minutes
- Tournage : du 21 mai à fin juillet 2001, à Paris, Créteil, Nice et au Maroc
- Date de sortie : France - 17 avril 2002

## Distribution
- Isabelle Adjani : Jeanne Deschamps/Christine Delarue/Alice Duchemin/Charlotte Desmoulins/Louise Desmoulins/Marilyn Gringuet/Leïla Imbert
- Sami Frey : Paul Viard
- Samy Naceri : Karim
- Aurore Clément : La femme blonde
- Catherine Mouchet : Alice, la femme de chambre
- Maria Schneider : La sœur de Charlotte
- Isild Le Besco : La jeune prostituée
- Jacques Bonnaffé : Joseph
- Christian Aaron Boulogne : L'homme au mariage
- Jean-François Stévenin : L'homme à la fête
- Thierry Rode : Le manager de l'hôtel Négresco
- Claudine Mavros : La mère de Paul
- Georges Mavros : Le père de Paul
- José Giovanni : Le père de Charlotte
- Farida Amrouche : La mère de Charlotte